# Norwegian Air Norway
Norwegian Air Norway is een dochtermaatschappij van Norwegian, gevestigd in de Noorse hoofdstad Oslo. Het werd op 17 juni 2013 opgericht en biedt geregelde diensten vanaf de luchthaven Oslo Gardermoen. Alle vliegtuigen zijn geregistreerd in Noorwegen.